# آلسیو کرانیو
آلسیو کرانیو (انگلیسی: Alessio Cragno؛ زادهٔ ۲۸ ژوئن ۱۹۹۴) یک بازیکن فوتبال اهل ایتالیا و باشگاه کالیاری است.
او سابقه حضور در تیم ملی فوتبال زیر ۲۱ سال ایتالیا را در کارنامه خود دارد.